# Frank Wright
Frank Seymour Wright (ur. 26 grudnia 1878 w South Wales, zm. 13 lutego 1931 w Buffalo) – amerykański strzelec, mistrz olimpijski.
W latach 1914, 1919–1920, 1922 i 1924–1927 zostawał mistrzem Nowego Jorku, zaś w 1919 i 1920 roku był mistrzem kraju.
Wright uczestniczył w Letnich Igrzyskach Olimpijskich 1920 w dwóch konkurencjach. Został indywidualnym brązowym medalistą olimpijskim w trapie, w którym przegrał wyłącznie z Markiem Arie i Frankiem Troehem. W zmaganiach drużynowych Amerykanie zostali złotymi medalistami, a Wright uzyskał przedostatni wynik w zespole (skład reprezentacji: Mark Arie, Horace Bonser, Jay Clark, Forest McNeir, Frank Troeh, Frank Wright).
Pracował jako stolarz przy projektach budowlanych. Podczas pracy nad jedną z takich konstrukcji zawalił się nad nim betonowy sufit. Przeżył katastrofę, lecz zapadł w śpiączkę, z której już się nie wybudził. Zmarł prawie rok po tym wydarzeniu.
W 1984 roku został wprowadzony do New York State Hall of Fame, zaś w 1994 roku do Trap Shooting Hall of Fame.

## Wyniki

### Igrzyska olimpijskie
| Igrzyska | Konkurencja     | Wynik                           | Miejsce | Źródło |
| -------- | --------------- | ------------------------------- | ------- | ------ |
| IO 1920  | Trap            | 87 pkt.                         |         | [ 2 ]  |
| IO 1920  | Trap, drużynowo | 547 pkt. (druż.) 89 pkt. (ind.) |         | [ 3 ]  |